# سی یو (حوزه سرشماری)، نیویورک
سی یو (به انگلیسی: Scio) یک منطقهٔ مسکونی در ایالات متحده آمریکا است که در شهرستان الیگنی، نیویورک واقع شده‌است. سی یو ۳٫۵ کیلومتر مربع مساحت و ۶۰۹ نفر جمعیت دارد و ۴۴۲٫۵۷ متر بالاتر از سطح دریا واقع شده‌است.